# Schaakvereniging S. Landau
Landau Axel (Schaakvereniging S. Landau Axel) is een schaakvereniging uit Axel.
De vereniging werd in september 1942 opgericht als 'Axelse schaakclub', maar door oorlogsomstandigheden werden de clubavonden in 1944 stopgezet. Op 17 juli 1946 kwamen een aantal leden bijeen om de club nieuw leven in te blazen en werd de club heropgericht als 'S. Landau'. De naam is een eerbetoon aan de in de oorlog omgekomen schaakmeester Salo Landau. Op deze datum werd de vereniging ook ingeschreven bij de Zeeuwse schaakbond.
Het eerste team van Landau Axel heeft voornamelijk in de hoofdklasse van Zeeuwse schaakbond gespeeld met een enkele uitstap naar de derde klasse KNSB. In seizoen 2011-2012 werden zij kampioen van Zeeland en het seizoen daarop wisten ze uit de degradatiezone te blijven. In seizoen 2013-2014 werden zij zelfs kampioen in de derde klasse KNSB.
Het tweede team speelt momenteel in de hoofdklasse van de Zeeuwse schaakbond.
Ter gelegenheid van het 60-jarig bestaan organiseerde de vereniging een schaaksimultaan tegen Hans Böhm waarbij de 'Landau-variant' de verplichte opening was.
Landau Axel heeft ervoor gekozen om zich specifiek op de jeugd te richten, mede daardoor zijn de jeugdteams ook vaak op het hoogste niveau te vinden (meesterklasse in de jeugdclubcompetitie) en spelen enkele van haar jeugdleden mee in de top van Nederland. Tevens organiseert Landau Axel jaarlijks een jeugdtoernooi, dat met zo'n 100-120 deelnemers goed bezocht wordt.